# جورج ساري
جورج ساري (باليونانية: Ζωρζ Σαρή)‏ (23 مايو 1925، أثينا في اليونان - 9 يونيو 2012، أثينا في اليونان)؛ كاتِبة مُتخصِّصة في أدب الأطفال، ممثلة وروائية يونانية.

## روابط خارجية
- جورج ساري على موقع IMDb (الإنجليزية)
- جورج ساري على موقع قاعدة بيانات الفيلم (الإنجليزية)